# Ной-Ульм (район)
Ной-Ульм (Новый Ульм) (нем. Neu-Ulm) — район в Германии. Центр района — город Новый Ульм. Район входит в землю Бавария. Подчинён административному округу Швабия. Занимает площадь 515,34 км². Население — 163 179 чел. Плотность населения — 316 человек/км².
Официальный код района — 09 7 75.
Район подразделяется на 17 общин.

## Города и общины

Муниципалитеты района Ной-Ульм (Бавария)

Городские общины
1. Вайсенхорн (13 280)
2. Зенден (22 306)
3. Иллертиссен (16 455)
4. Ной-Ульм (51 461)
5. Фёринген (13 031)

Ярмарочные общины
1. Альтенштадт (4 716)
2. Бух (3 660)
3. Келльмюнц-ан-дер-Иллер (1 368)
4. Пфаффенхофен-ан-дер-Рот (7 107)

Общины
1. Белленберг (4 578)
2. Нерзинген (9 206)
3. Оберрот (839)
4. Остерберг (857)
5. Роггенбург (2 711)
6. Унтеррот (956)
7. Хольцхайм (1 756)
8. Эльхинген (9 296)

Объединения общин
Управление Альтенштадт (Швабен)
Управление Бух
Управление Пфаффенхофен
Свободные от управления общин

## Население
По оценке на 31 декабря 2015 года население района Ной-Ульм составляет 170 309 чел. 

| Дата      | 1840  | 1871  | 1900  | 1925  | 1939  | 1950  | 1961   | 1970   | 1987   | 2011   |
| --------- | ----- | ----- | ----- | ----- | ----- | ----- | ------ | ------ | ------ | ------ |
| Население | 29083 | 34504 | 40821 | 50194 | 56988 | 86538 | 104023 | 125054 | 140666 | 163854 |

| Год       | 1960   | 1970   | 1980   | 1990   | 2000   | 2009   | 2010   | 2011   | 2012   | 2013   | 2014   | 2015   |
| --------- | ------ | ------ | ------ | ------ | ------ | ------ | ------ | ------ | ------ | ------ | ------ | ------ |
| Население | 103144 | 126269 | 142400 | 146922 | 159670 | 165201 | 165461 | 164388 | 165270 | 166643 | 167847 | 170309 |

## Внешние ссылки
- Официальная страница (нем.)